# Norra begravningsplatsen
Norra begravningsplatsen (pol. cmentarz Północny) – główny cmentarz w regionie sztokholmskim, znajdujący się w mieście Solna. Został otwarty 9 czerwca 1827. 

## Pochowani (m.in.)
- Salomon August Andrée[1]
- Klas Pontus Arnoldson
- Hinke Bergegren
- Ingrid Bergman[1][2]
- Bo Bergman
- Franz Berwald
- Ulla Billquist
- Ulf Björlin
- August Blanche
- Isak Gustaf Clason
- Józef Demontowicz
- Regina Deriewa
- Andrzej Dziedziul
- Antoni Dzierżanowski
- Jerzy Einhorn
- Isaac Grünewald
- Allvar Gullstrand
- Per Albin Hansson[1]
- Zygmunt de Hauke
- Ferdynand Jarosiewicz
- Sofja Kowalewska
- Ivar Kreuger
- Janina Kurkowska-Spychajowa
- Gustaf de Laval
- Anna Lindhagen
- Arvid Lindman
- Wanda Madlerowa
- Vilhelm Moberg
- Alfred Nobel[1]
- Tadeusz Norwid-Nowacki
- Jenny Nyström
- Franciszek Olipra-Baworowski
- Wiesław Ksawery Patek
- Alfons Karol Pomian-Hajdukiewicz
- Konstanty Gabriel Przeździecki
- Anatol Radzinowicz
- Ernst Rolf
- Nelly Sachs
- Ulrich Salchow
- Victor Sjöström
- Apolinary Smolarek
- Karl Staaff
- Mauritz Stiller
- August Strindberg[1]
- Marek Szapiro
- Bronisław Ścibor
- Bogusław Śliwa
- Stanisław August Thugutt
- Inga Tidblad
- Zofia Żak-Stadfors